# Lieffrans
Lieffrans település Franciaországban, Haute-Saône megyében. Lakosainak száma 51 fő (2022. január 1.). Lieffrans Neuvelle-lès-la-Charité, Bourguignon-lès-la-Charité és Grandvelle-et-le-Perrenot községekkel határos.

## Népesség
A település népességének változása:
| Lakosok száma | 63   | 60   | 59   | 62   | 59   | 56   | 53   | 53   | 51   |
|               | 2013 | 2015 | 2016 | 2017 | 2018 | 2019 | 2020 | 2021 | 2022 |